# Лорін Венґер
Лорін Венґер  (англ. Lauren Wenger, 11 березня 1984) — американська ватерполістка, олімпійська чемпіонка та медалістка.

## Виступи на Олімпіадах
| Олімпіада   | Дисципліна | Місце  |
| ----------- | ---------- | ------ |
| Пекін 2008  | водне поло | Срібло |
| Лондон 2012 | водне поло | Золото |